# CzechTek
CzechTek byl největším festivalem freetekno scény v České republice i ve střední Evropě. Konal se každoročně od roku 1994 pravidelně poslední víkend v červenci. Zatím poslední byl CzechTek 2006, v roce 2007 se nekonal a na „oficiálních stránkách“ se objevilo prohlášení, že se už pravděpodobně žádný další ročník neuskuteční.
V počátcích šlo o akci pro stovky lidí, později se rozvinul ve velký festival pro tisíce lidí z různých zemí Evropy (až 40 000 v roce 2003), nicméně stále si uchoval svou původní atmosféru. Hudebně šlo o festival různých nezávislých odnoží elektronické hudby s převahou freetekna.
Za CzechTek je označována každoroční akce, která byla pořádána poslední červencový víkend od roku 1994 do roku 2006, ale samotný název CzechTek se objevil až později. Festival z roku 1994 na plakátech nesl označení „Free festival“, roku 1995 pak „Teknival“, v roce 1996 „Free festival“, roku 1997 „Tekknival '97“ a „Free Festival“, roku 1998 „Czech Teknival '98“ a od roku 1999 teprve „CzechTek“ s příslušným indexem roku.

## Historie

### Roky 1994 - 1998
Festival se poprvé konal v roce 1994 za účasti několika set lidí v Hostomicích u Berouna a vystupovaly na něm převážně soundsystémy z Velké Británie, známí byli především britští Spiral Tribe a Mutoid Waste Company. Cizinci převažovali též mezi účastníky, zatímco v Česku byla tato hudební scéna úplnou novinkou. Následující rok na stejném místě již vystoupily první české soundsystémy, například dodnes fungující Cirkus Alien. Návštěvnost opět nepřekračovala několik stovek lidí. Další ročník již přilákal kolem 1500 účastníků, přičemž zájem médií byl stále téměř nulový.
Další rok (1997) se festival musel přestěhovat jinam, jelikož zastupitelstvo obce Hostomice si ho na svém území dále nepřálo. Jako nová lokalita bylo vybráno místo poblíž Staré Huti u Dobříše. Zájem médií se již zvýšil stejně jako návštěvnost, která v tomto a dalším ročníku dosáhla 2 až 3 tisíc lidí. Pozemky zatím všech ročníků byly řádně pronajaty a policie akci jen monitorovala, popř. korigovala dopravní situaci.

### Roky 1999 - 2004
Festival pořádaný ve dnech 30. července - 4. srpna 1999 v Hradčanech u Ralska proběhl na nelegálně obsazeném pozemku, jenž patřil několika, většinou státním subjektům. Přesto akce proběhla bez větších problémů na základě neformální dohody mezi představiteli freetekno komunity a státních orgánů. Návštěvnost se pohybovala kolem 4 tisíc osob.

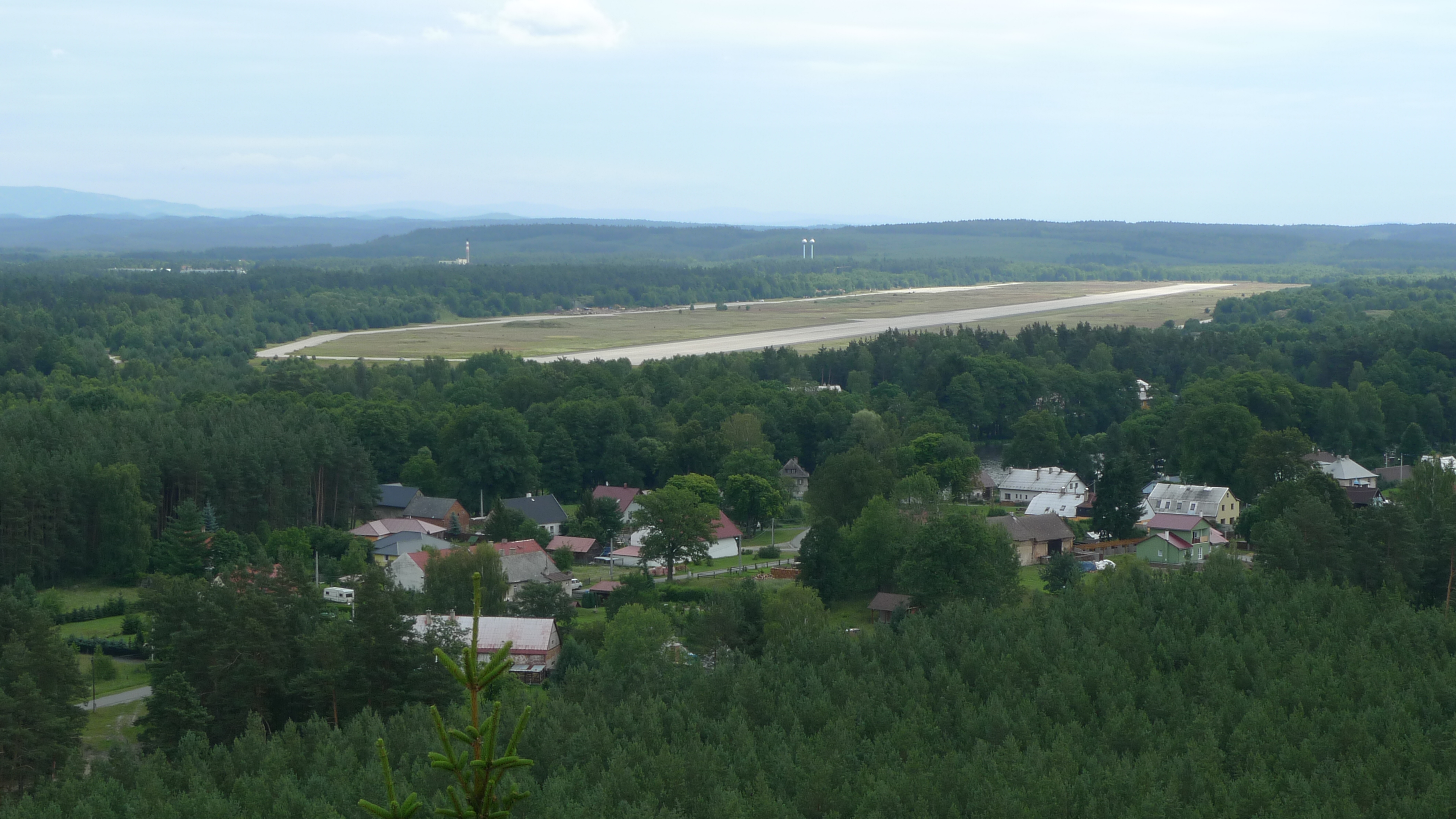
Letiště Hradčany v bývalém vojenském prostoru Ralsko, kde se v roce 1999 konal CzechTek

CzechTek v roce 2000 se konal na nelegálně obsazené louce patřící soukromému vlastníkovi u jihočeské Lipnice. Účast byla odhadována na přibližně 5-6 tisíc lidí. Akce vzbudila velkou pozornost médií a následně veřejnosti, kde se setkala převážně s kritikou. Kritizováno bylo jak nelegální zabrání cizího pozemku, hygienická situace i hluk. Ve větší míře byla na místě přítomna policie, která ale nakonec nezasáhla. Přesto byla atmosféra festivalu samotnými účastníky hodnocena jako poněkud stísněná, a to i vzhledem k všudypřítomnému bahnu. V médiích bylo zdůrazňováno též užívání nelegálních drog, přičemž zadrženi byli patrně dva lidé. Pro podezření z nadměrného užití drog byly hospitalizovány další dvě osoby. Velká část návštěvníků opustila místo na konci víkendu, ale festival pokračoval až do středy, kdy byl na nátlak úřadů ukončen, v tu dobu se na louce pohybovalo již jen několik stovek lidí. Na místě zůstalo značné množství odpadků, které musely být odklizeny na náklady obce a nájemce pozemku.
Kritika se snesla též na policii a ministra vnitra Stanislava Grosse. Starostové, občané i chataři z přilehlých obcí si stěžovali na nečinnost policie a konání festivalu CzechTek toho roku považovali za vážné porušení zákonného pořádku a již během konání festivalu požadovali policejní zásah za účelem jeho rozehnání. Představitelé policie proti tomu namítali, že větší nasazení policistů na nedobrovolné rozpuštění akce s tak masovou návštěvností by mohlo způsobit vážné problémy. Nájemce pozemku později podal trestní oznámení na údajné pořadatele CzechTeku.

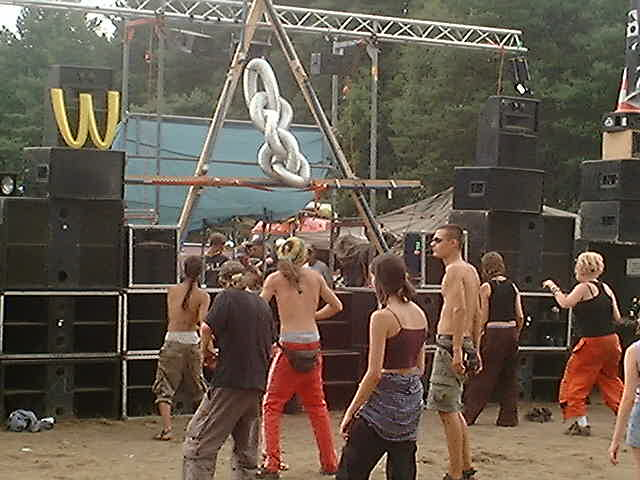
CzechTek 2001

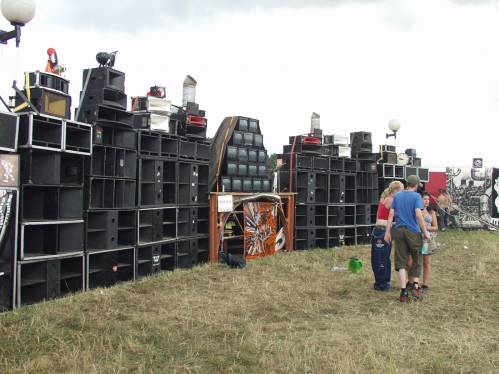
CzechTek 2004

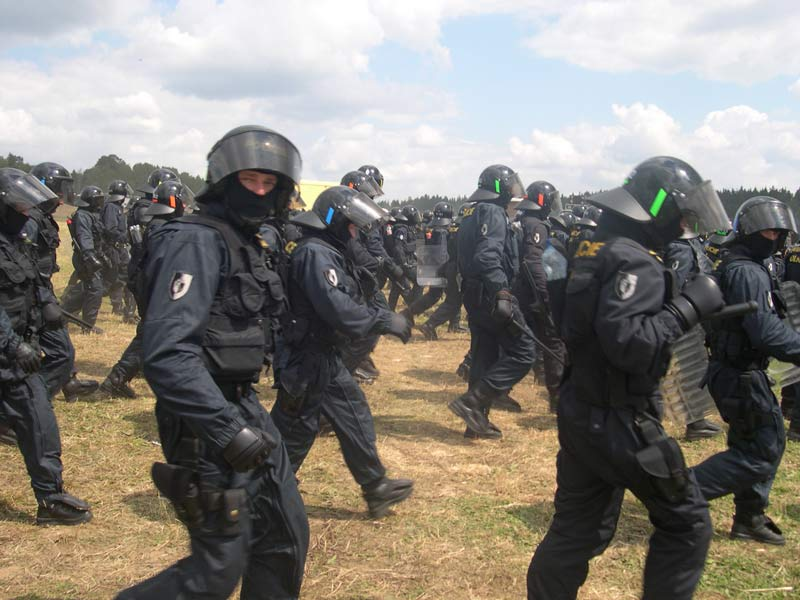
Zásah policie na CzechTeku 2004

Další ročník se odehrál ve dnech 27. - 30. července 2001 na obecní louce u Doks poblíž Máchova jezera. Původně byl pro festival zajištěn legálně pronajatý pozemek, kde ale byla na poslední chvíli akce znemožněna úřady, proto byla na příslušné infolince oznamována lokalita jižně od Prahy v obci Lešany, což byla pravděpodobně jen mystifikace pro zmatení policie. Nakonec začaly soundystémy v pátek večer najíždět na louku u Doks a první z nich začal hrát až v 1 hodinu po půlnoci. O víkendu se již na místě nacházelo 8 - 12 tisíc lidí.

Policie zpočátku bránila vjezdu na místo umístěním značky „zákaz vjezdu“ a vybíráním pokut. Jelikož se tam přesto účastníci dostávali pěšky, byly na přístupovou cestu pokáceny stromy, aby byla zneprůjezdněna. Policie ale nakonec pro obrovskou návštěvnost pokusy o úplné znemožnění festivalu vzdává, a to i proto, že kvůli zákazům vjezdu došlo k ucpání okolních silnic. Zřejmě po zkušenostech z minulého ročníku, resp. s poměrně silnou policejní přítomností, na festival nepřijela řada velkých zahraničních soundsystémů, nepřijeli ani domácí Cirkus Alien, kteří se v té době nacházeli v Itálii. Na ročníku 2001 se již vzhledem k rychle rostoucí oblibě freetekna dával větší důraz na úklid a hygienickou situaci. Přestože byla vybrána lokalita poměrně vzdálená od obydlených oblastí, starosta obce Doksy velmi tlačil na ukončení festivalu. Na festivalu se v neděli objevilo velké množství policistů, kteří soundsystémy obcházeli s prohlášením starosty, že akce údajně porušuje tři platné zákony a měla by být ukončena, které nejprve všechny soundsystémy uposlechly a přestaly hrát a velká část přítomných začala odjíždět, po chvíli se začala hudba ozývat znovu. Festival zcela skončil až v pondělí ráno. Kromě dalšího nenásilného střetu s místními úřady a policií, se už začaly objevovat též první výtky, že freetekno v České republice přitahuje též značné množství lidí, kteří nechtějí respektovat určité zákonitosti akcí typu DIY („udělej si sám“), tedy že se přijíždějí jen nevázaně pobavit a nestarají se o to, jak osobně přispět ke konání festivalu a jeho dobrému jménu či vztahu k veřejnosti.
Ročník 2002 se konal na pronajatém pozemku poblíž obce Andělka ve Frýdlantském výběžku v severních Čechách. Organizátoři se též pokusili akci ohlásit starostce obce Višňová Marii Matuškové, pod kterou Andělka patří, pod záminkou, že půjde o oslavu narozenin. Ta ale dle svých slov jejich záměr prohlédla. Nejdříve kontaktovala policii i krajskou radu a připravovala se na minimalizaci předpokládaných škod. Později se však rozhodla brát věci pozitivně a se zástupci „technařů“ začala spolupracovat. Zájem médií o akci byl opět velmi silný, ale až na výjimky (např. TV Nova) nebyly reportáže pojímány jako popis nežádoucího jevu. Ačkoliv se na festival sjelo asi 20 tisíc lidí, obešel se bez podstatných konfliktů, byl zorganizován i úklid, a jak ze strany účastníků, tak i místní samosprávy panovala doslova spokojenost. O pozdějších pokusech uspořádat jiný hudební festival na tomto místě, ale už obecní rada rozhodla negativně.
Roku 2003 byl festival pořádán na pronajatých loukách v okolí obce Ledkov u Kopidlna. Policie nezasahovala a festival byl částečně organizovaný - vybíral se příspěvek na pronájem, na místě byly hlídky hasičů, stálo zde několik stánků s občerstvením, které nepatřily k soundsystémům, na něž si řada účastníků stěžovala. Stěžovali si též obyvatelé obce Ledkov na hluk. Celkově se na akci objevilo asi 40 tisíc lidí a přes 110 soundsystémů.
Festival roku 2004 byl menší než v roce předešlém. Dorazilo na něj zhruba 20 tisíc lidí a 165 soundsystémů. Konal se u obce Boněnov v západních Čechách. Pozemek byl obsazen bez vědomí majitele a v médiích byly mnohokrát probírány stížnosti Libora Lúdika, na to že mu účastníci zničili majetek. Ve skutečnosti byl ale jen nájemcem, zatímco skutečný majitel byla firma Agro Kraun a Lúdik na pozemku měl dle smlouvy za úkol sekat trávu a jako protihodnotu mohl pobírat příslušné státní dotace. Jednatel firmy Agro Kraun později vyjádřil lítost nad tím, že ho organizátoři nekontaktovali, jelikož by jim dle svých slov vyšel vstříc. V době konání párty však nebyly majetkové poměry na pozemku zcela zřejmé, protože byly součástí dobíhajícího majetkoprávního řízení.
Tehdejší nový premiér Stanislav Gross jako současně i ministr vnitra vydal pokyn, že policie může proti technoparty zasáhnout silou. Po několikadenní akci se skutečně na místě objevili těžkooděnci v síle asi 800 mužů, kteří za pomoci vodních děl a slzného plynu párty rozehnali. Policisté nejprve chtěli zabavit aparaturu, několik kusů techniky opravdu získali. V tu chvíli byl počet policistů ještě malý a účastníky k odjezdu nepřiměli. Přivolané posily ale již zafungovaly a lidé místo velmi rychle opustili. V pozdějších diskusích i článcích v médiích se často objevoval názor, že policie měla zasáhnout dříve.

### Rok 2005

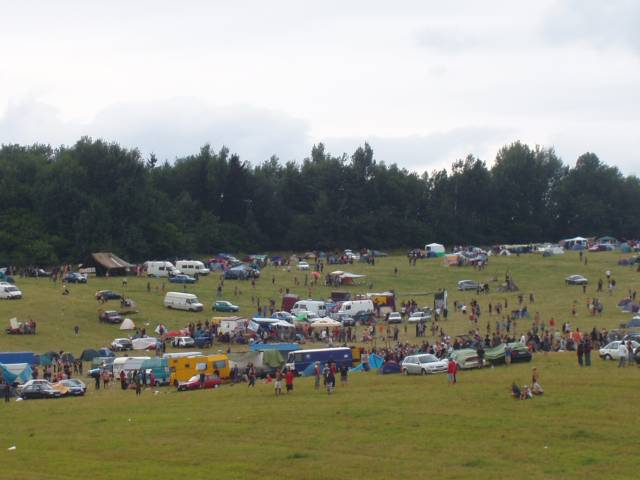
CzechTek 2005. Část louky v sobotu 30. 7. odpoledne

CzechTek 2005 se stal jednou z nejvýznamnějších českých událostí roku. Probíhal ve dnech 29. - 30. července u obce Mlýnec poblíž Tachova. Již od počátku byl provázen nebývalými konfrontacemi s policií a pro premiéra Jiřího Paroubka a ministra vnitra Františka Bublana se ještě před očekávaným začátkem festivalu na konci července stal prvořadým politickým tématem.
Před očekávaným začátkem festivalu v pátek 29. července se šířily některé dezinformace ohledně místa konání. 28. července bylo vydáno tiskové prohlášení komunity, jež se zde označuje jako „účastníci festivalu“, ve kterém opět není sděleno místo konání, ale uvádí se v něm, že letošní ročník proběhne na již pronajatém pozemku, mluví se zde i o zajištění základního vybavení pro takový festival - a sice o mobilních toaletách či pitné vodě. Signatáři tvrdili, že akce je tedy zcela legální a žádají policii o korektní postup a pomoc při organizaci dopravy a novináře o objektivní informování. Též upozorňovali na to, že po festivalu bude zorganizován úklid areálu. Místo konání bylo poté zveřejněno a první účastníci se začali na louku poblíž sjezdu z dálnice D5 sjíždět hodinu po půlnoci. Policie se ale hned snažila v dalším nájezdu zabránit tvrdíce nejprve, že majitel souhlas s konáním akce odvolal, když se ukázalo, že to není pravda, začala se policie odvolávat na nesouhlas majitelů okolních pozemků, přes které měl být zajištěn přístup. Zajímavostí je, že majitelem pozemku byl opět jako předchozí rok Constantin Plesky, resp. jeho firma Italinvest, jehož pozemky byly roku 2004 obsazeny bez svolení. Tentokrát šlo o pozemky, u kterých žádné soudní řízení neprobíhalo a vlastnictví tak nemohlo být zpochybněno. Dle dochované smlouvy Plesky o festivalu věděl, což vyvrací i pozdější tvrzení státních orgánů, podle kterých Plesky vydal souhlas s konáním „narozeninové oslavy s maximálně 50 účastníky“.
Ještě v noci byl policií uzavřen příslušný sjezd z dálnice D5, aby se tak zabránilo příjezdu dalších účastníků a hlavně automobilů s technikou. Řidiči těchto vozidel ale nechtěli jet po dálnici dál a zůstali zde stát, čímž došlo k zablokování celé dálnice na několik hodin. Došlo zde k porušení oplocení dálnice a lidé se pokoušeli tudy dálnici opustit. V tom jim ale policie též zabránila. Mezitím premiér Jiří Paroubek vydal ministru vnitra Františku Bublanovi pokyn, aby policie zasáhla co nejrazantněji. Na dálnici se zatím policejní vyjednavač snažil o dohodu s technaři, kteří stále nechtěli uvolnit komunikaci jelikož podle nich policie na takový postup neměla právo. Lidem uvězněným již od noci v koloně dlouhé přes 10 kilometrů pomáhala církevní charita. Nakonec zde byli nasazeni těžkooděnci a vodní děla díky nimž byla dálnice uvolněna. Těžkooděnci se pak přesunuli na louku, kde zatím ještě probíhal festival. V tuto chvíli už se v médiích a v prohlášeních některých politiků objevily první pochyby o přiměřenosti zásahu.
Policie místo konání obklíčila a nepouštěla tam další automobily. Někteří lidé, kteří už na louce byli, odešli, nebo se snažili odjet přes zátarasy i se svými auty, jiní zase na akci mířili pěšky. Spousta lidí čekala na tmu, aby se na akci nepozorovaně dostala. Auta účastníků čekala na různých místech podél dálnice, zatímco policisté kontrolovali dálniční sjezdy.
V sobotu ráno bylo na louce již asi 5 tisíc lidí, kteří se sem dostali v noci po různých polních a lesních cestách. Policie kontaktovala vlastníky okolních pozemků a zjišťovala u nich, jak byly poškozeny, ti údajně podali trestní oznámení. Kolem poledne bylo v okolí CzechTeku asi tisíc policistů i s vrtulníkem. Další přijeli odpoledne. Zatímco starosta Přimdy naléhal na policii, aby vytlačila účastníky CzechTeku z louky (ti se totiž podle něj nacházeli částečně i na jeho pozemcích), obyvatelé okolních osad sepsali petici, aby policie naopak technoparty umožnila, protože tím by z těchto vesnic zmizely stovky aut a tisíce lidí, kteří tam vyčkávali. V 16:30 policie vyzvala účastníky, aby místo opustili.
Před pátou hodinou odpoledne vyrazila proti technařům rojnice těžkooděnců a snažila se je vytlačit z louky. Zásah pokračoval až do nočních hodin a vyžádal si desítky zraněných na obou stranách. Část technařů totiž rojnici vyrazila naproti, valila proti policistům balíky slámy a házela po nich různé věci. Ze strany policie byl masově používán slzný plyn či dělbuchy a těžkooděnci zhusta použili obušky. Záběry a fotografie ze zásahu se okamžitě objevily v médiích a vzbudily velký rozruch.
Vládní politici, zejména premiér Jiří Paroubek a ministr vnitra František Bublan zásah obhajovali jako nutnost, zatímco opozice ho naopak silně kritizovala za nepřiměřenost. Často padala srovnání s policejními zásahy za komunistického režimu před rokem 1989. Podobně zásah vnímala i větší část společnosti. V průzkumech veřejného mínění se lidé dělili na podporovatele zásahu a odpůrce přibližně půl na půl. Ale i zastánci ukončení technoparty často označovali policejní zásah za selhání a zbytečnou brutalitu. Samozřejmě se objevila řada hlasů, které zásah naopak schvalovaly.
V dalších dnech tyto události patřily k hlavním tématům v médiích a vyjádřila se k nim celá řada osobností. Zásah odsoudil tehdejší prezident Václav Klaus. Bývalý prezident Václav Havel účastníky CzechTeku též podpořil. Senátní výbor označil zásah za nepřiměřený a senát schválil usnesení, podle kterého ho měla prošetřit komise ministerstva vnitra. Kromě těch argumentů proti zásahu, které se týkaly rizik spojených s tak masivním nasazením těžkooděnců proti obyvatelstvu, se též přetřásaly náklady na celou policejní akci, jež byly vyčísleny na 31 milionů korun, čímž dalece převýšily škody způsobené na zemědělsky využívaných plochách.
Další vyšetřování událostí u Mlýnce se vleklo ještě několik let, ale jasné výsledky nepřineslo. V roce 2007 ministr vnitra Ivan Langer vyšetřování odložil s tím, že se již nedají dohledat potřebné důkazy. V lednu 2009 vyšetřování oprávněnosti zásahu ukončilo nejvyšší státní zastupitelství s výsledkem, že policie postupovala podle platných zákonů. V civilním sporu se několik účastníků domohlo omluvy a odškodnění v několika jednotlivě projednávaných případech. I v dalších letech tato událost občas rezonovala ve veřejném prostoru, zejména v souvislosti s osobou tehdejšího předsedy ČSSD a premiéra Jiřího Paroubka.

### Roky 2006 a 2007

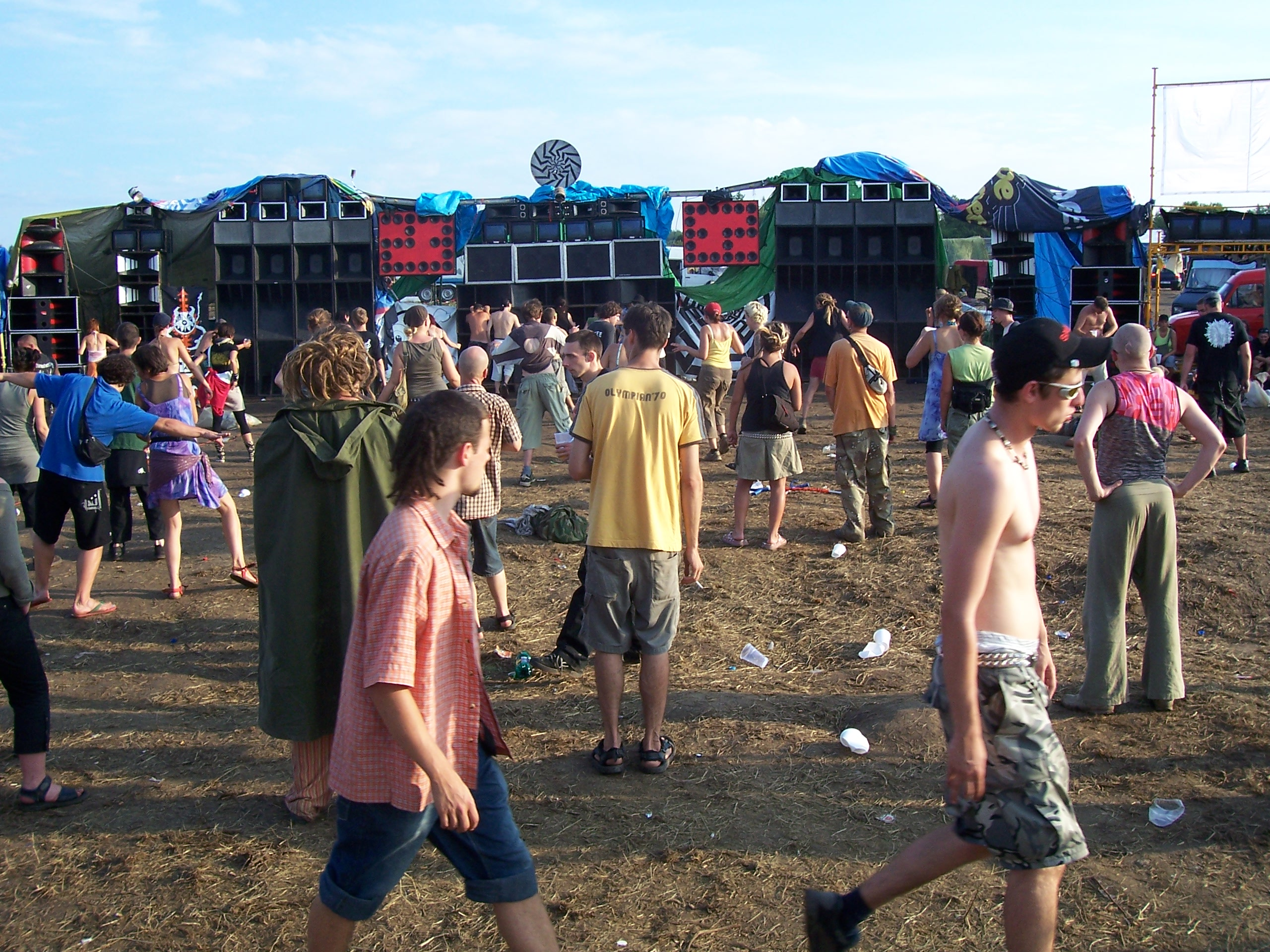
CzechTek 2006

Po zkušenostech z minulého roku byl následující ročník pořádán ve spolupráci s policií a Armádou České republiky v prostoru Vojenského újezdu Hradiště. Účast dosáhla v odhadu rekordních 50 tisíc návštěvníků. Způsob organizace, konkrétně těsná spolupráce se státní správou, vyvolala jistou nevoli u části freetekno komunity. Počet účastníků a jejich skladba, obrovský zájem médií, policie a politiků se patrně staly neúnosnými pro hlavní představitele této komunity, a proto se 4. dubna 2007 na nejsledovanějších webových stránkách této komunity objevilo prohlášení o ukončení tradice CzechTeku.
| „ | Prohlášení Vzhledem k tomu, že situace kolem CZTK je dále neudržitelná, došli zástupci české freetekno komunity k tomuto radikálnímu rozhodnutí. Letos a s největší pravděpodobností už ani nikdy v budoucnu se žádná akce v rozsahu a pod názvem CZECHTEK neuskuteční. A to z těchto důvodů : - Postupná likvidace původních myšlenek freetekna - Parazitismus subjektů nesouvisejících se scénou včetně valné většiny samotných účastníků. - Neschopnost a neochota respektovat elementární principy chování ve svobodném prostoru K prohlášení se připojili: Oktekk, Strahov, NSK, AKA.IO, Komatsu, Spiritual, Mayapur, Layka, Pentatonika, Merkur, Fatal Noise, Matchbox, Luxor, Cirkus Alien, Vosa, Bazooka, Koryto, Shamanic, Zuqwa, Czajovna, Figura, Machine Works, Metro, Ultimate Crew, Basswood, Mutaphone, FDM, Jednota, TMC, NabaziGangoo, Massive Elementz, UANDU Tribe, MHD, Hondzik Sound, Witacid, Iluzor, Detox23, Pandemic, Spectro, Radiator, Swampsound, Gummo, EskanoiZZe, Tsunami, Yaga, Synthetik, MiMiK, Squakka, Mandala, Alkaline, Dynamodestroy, Triptekk, Tekkirk, Remek, FSS, Shadow cabaret, Invaders, Mushroom, Bassmekk, Swazarm, Techamin, Laydakk, Othersidesystem, Inkognito, T2B ... | “ |

## Přehled ročníků
| datum               | místo                                    | počet účastníků (odhad)                                                 | počet jevišť (soundsystémů)                            |
| ------------------- | ---------------------------------------- | ----------------------------------------------------------------------- | ------------------------------------------------------ |
| 28. 7. – 2. 8. 1994 | Hostomice                                | 300 (200)                                                               | 5                                                      |
| 26.–28. 7. 1995     | Hostomice                                | 300 (400)                                                               |                                                        |
| 26.–28. 7. 1996     | Hostomice                                | 1 500 (6 000)                                                           |                                                        |
| 25. – 27. 7. 1997   | Stará Huť u Dobříše                      | 2 000 (6 000)                                                           |                                                        |
| 30. 7. – 4. 8. 1998 | Stará Huť u Dobříše                      | 3 000 (6 000)                                                           |                                                        |
| 30. 7. – 4. 8. 1999 | Hradčany (Ralsko)                        | 4 000 (12 000)                                                          |                                                        |
| 28. 7. – 2. 8. 2000 | Lipnice                                  | 5 000 (6 000)                                                           |                                                        |
| 27. – 30. 7. 2001   | Doksy/Ralsko                             | 12 000 (6 000)                                                          |                                                        |
| 26. – 31. 7. 2002   | Andělka u obce Višňová                   | 20 000 (10 000)                                                         | 47 (70)                                                |
| 25. 7. – 3. 8. 2003 | Ledkov u Kopidlna                        | 40 000 (35 000)                                                         | 68 (119)                                               |
| 30. 7. – 3. 8. 2004 | Boněnov u Chodové Plané                  | 20 000 (15 000)                                                         | 84 (165) 102 CZ, 24 FR, 20 UK, 12 NL, 5 AU, 1 IT, 1 DE |
| 29. – 30. 7. 2005   | Mlýnec na Tachovsku                      | 5 000                                                                   | 21 (42) 38 CZ, 2 FR, 1 AT, 1 UK                        |
| 28. 7. – 2. 8. 2006 | Vojenský újezd Hradiště (Doupovské hory) | 50 000 (odhad policie na místě, 40 000 lidí dle policie z pátku večera) | 68 (132) 108 CZ, 11 FR, 4 DE, 4 UK, 3 AT, 2 NL         |

(Počty účastníků jsou velmi hrubé odhady, číslo v závorce uvádí počty účastníků podle jiného zdroje z freetekno komunity.)

## Organizace
V prvních letech šlo o událost zorganizovanou především zahraničními soundsystémy, postupně však účast domácích hudebních seskupení rostla s tím, jak se rozrůstala celá tato komunita v české společnosti. Zahraniční účast ale zůstávala nadále silná jak mezi návštěvníky, tak mezi hudebníky. Jednalo se zde zejména o soundsystémy z Velké Británie a Francie, ale i řady dalších evropských zemí.
Zpočátku se jednalo o subkulturu v této zemi málo početnou a málo známou a zástupci státu a místní samosprávy s těmito spontánně vytvářenými kulturními festivaly neměli žádnou zkušenost. Nebyly zde tedy žádné podstatné konflikty s veřejností, ani problémy se zajištěním pozemků. Později již v souvislosti s růstem návštěvnosti i s rostoucími zkušenostmi představitelé obcí nebyli již zdaleka tolik ochotní vycházet organizátorům vstříc, proto vyvstala potřeba jisté konspirace, kvůli minimalizaci možných problémů. V tomto se organizátorům hodilo rozšíření internetu a mobilních telefonů. Zatímco původně byli lidé na festival zváni pomocí plakátů a letáků, které se nijak netajily místem konání, později již bylo uvedeno pouze telefonní číslo, na kterém od určitého okamžiku bylo nahrané sdělení s místem srazu, později pak i webová stránka, kde se toto místo několik hodin před zahájením objevilo.
Organizátoři se obvykle snažili zajistit si pozemek legálně formou pronájmu, ale v některých letech se přesto stalo, že vytipovaný pozemek byl obsazen nelegálně bez vědomí majitelů. S masovou účastí, jíž lze vysledovat od přelomu milénia, narůstaly konflikty s místním obyvatelstvem a majiteli pozemků či majiteli sousedních pozemků. Tento konflikt byl výrazný zejména v letech 2000 a 2004. Příčiny konfliktů s majiteli okolních pozemků z roku 2005 nejsou zcela jasné, jelikož prohlášení policie a politické reprezentace vnášejí do tehdejších událostí zmatek. Kvůli riziku znemožnění festivalu byla užívána taktika náhlého obsazení vytipovaného místa obrovským počtem účastníků a automobilů, včetně větších vozidel patřících jednotlivým soundsystémům. Policie se pak zalekla tlaku na okamžité rozpuštění festivalu s obavou, aby v tak velkém davu nedošlo k panice a následným škodám na zdraví na obou stranách. Ročník 2005 byl policií takto rozpuštěn a opravdu se jednalo o zásah velmi problematický.
Pokud se mluví o „organizátorech“, nelze si představit, že CzechTek měl nějaký organizační tým, který by celou akci do detailu připravoval a který by byl nějak snadno dohledatelný. Skuteční pronajímatelé pozemků obvykle zůstávali v anonymitě a přesný průběh festivalu zjevně určovala invence každého účastníka, který nějakým způsobem na tomto festivalu vystupoval. I pozdější úklid byl zcela dobrovolný, jakož i případný příspěvek na uhrazení nájmu. Určitou původní sjednocující myšlenkou festivalu bylo, že každý účastník by se měl nějakým způsobem snažit přispět k průběhu festivalu - ať už hudební produkcí, předváděním jiného umění, pomocí s úklidem, či občerstvením. Toto je myšlenka, jenž se označuje jako DIY z anglického Do it yourself (udělej si sám). Později tuto atmosféru festivalu narušovali někteří podnikaví lidé, kteří se na festivalu snažili prodávat předražené občerstvení, vybírali parkovné, rostly i problémy s účastníky samotnými - přijíždělo stále více lidí, kteří se snažili pobavit za každou cenu a zůstával po nich nepřiměřený nepořádek, či se po cestě na festival nebo z festivalu dopouštěli vandalského jednání.

## Hudba
CzechTek vzhledem ke své „svépomocné“ organizaci pochopitelně nebyl nijak konkrétně hudebně zaměřený. Většina vystupujících soundsystémů hrála zejména hudbu z hudebního směru tzv. freetekna, což je undergroundová obdoba tzv. klubového techna rozvíjejícího se ve stejné době v oblasti městských klubů nebo placených venkovních festivalů. Systémy též hrály další odnože elektronické hudby, např. house, hip hop, techno, reggae nebo velmi populární drum and bass. S pozdějšími ročníky byla paleta nabízených stylů stále pestřejší. Objevovaly se též hudební skupiny hrající živě na hudební nástroje, jakož i umělci nabízející jiné druhy umění. Přes to všechno byl CzechTek především festival freetekna. Soundsystémy hrály často hudbu odpovídající náladě posluchačů, takže v noci u nich převažovala rychlejší, tanečnější hudba, zatímco přes den hrály hudbu poněkud klidnější. Ohledně hudební produkce vznikal určitý právní konflikt kvůli tomu, že hudební produkce nebyla nijak evidována, nikdo tedy neplatil případné poplatky Ochrannému svazu autorskému.

## Vztah ke společnosti, policie, média
Vztah médií i společnosti k CzechTeku se postupně vyvíjel. První ročníky měly ohlas jen v místním tisku a ani policie o akci nejevila zájem. Přesto se již vyskytovaly konflikty s místními obyvateli, což nakonec vedlo k opuštění lokality u Hostomic. Ani na nové lokalitě policie nijak nezasahovala, přičemž ročník 1998 s účastí 3 tisíc lidí se objevil v celostátním zpravodajství. Tento mediální ohlas byl až na výjimku spíše pozitivní. Další ročník konaný ve vojenském prostoru Ralsko byl již více mediálně pokrytý, rostly i protesty místních obyvatel. Rok 2000 konaný na nelegálně obsazeném soukromém pozemku v jižních Čechách přinesl masivní mediální zpravodajství, vzhledem k silným protestům obyvatel, chatařů a vlastníků pozemků. Převážně negativní zpravodajství se soustředilo zejména na problémy s hygienou. Roku 2002 vzhledem ke specifické situaci ve vztazích mezi účastníky, místní samosprávou a obyvateli vyznívalo zpravodajství k technařům převážně smířlivě, zatímco další rok se probírala hlavně otázka legálnosti takového festivalu.
Roku 2004 byl odpor místních obyvatel opět velmi silný, dále zde byl problém s ne úplně jasným zajištěním pozemků, což policii opravňovalo k vyklizení lokality. K zásahu došlo až po čtyřech dnech, kdy již většina účastníků z místa odjela, nebo právě odjížděla. Zásah policie vyvolal velký ohlas veřejnosti. Část lidí si myslela, že zásah měl přijít dřív, dalším zase připadal neadekvátní. Objevily se též petice na internetu a vyjadřovali se k němu někteří aktivisté. Policie ale nechala v podstatě CzechTek bez větších problémů proběhnout.
Roku 2005 se CzechTeku dostalo značné pozornosti ze strany politiků. Kontroverzní policejní zásah a nemalé problémy, který způsobil i lidem, kteří se CzechTeku nijak neúčastnili, z něj udělal jednu z nejvýraznějších mediálních událostí roku. Tehdejší předseda vlády Jiří Paroubek a jeho ministr vnitra František Bublan ve spolupráci s policií se snažili pod různými důvody znemožnit už samotný začátek festivalu. Došlo tak k mnohahodinovému zastavení provozu na dálnici D5 i na některých dalších komunikacích, obce v okolí byly plné lidí a automobilů snažících se dostat k festivalu. Tvrdý zásah proti technařům značně ovlivnil vnímání politické scény i ze strany jinak nezúčastněných občanů. Událost měla negativní vliv na popularitu Jiřího Paroubka i jeho strany ČSSD, která tak pro příští volby ztratila část voličů. V průběhu roku 2005 došlo ještě k několika podpůrným akcím s hojnou účastí, které pořádala freetekno komunita. Ohlas veřejnosti k zásahu samozřejmě nebyl jen negativní. Řada webových stránek naopak vyjadřovala zásahu podporu, a to obvykle nekriticky plnou podporu, podobně jako iniciativy odmítající zásah vyjadřovaly obvykle plnou podporu CzechTeku. Později se objevila iniciativa 27 starostů obcí na Tachovsku, kteří požadovali přijetí speciálního zákona, kterým by bylo možné podobný festival zcela zakázat, podobně jako je to možné ve Velké Británii nebo Francii, takový zákon ale přijat nebyl.
Mezi důvody, kterými státní či obecní správy zdůvodňovaly zastavení CzechTeku, nebo na základě kterých hledaly možnosti, jak vůbec konání podobných festivalů znemožnit, se objevovaly obvykle stížnosti na hluk, poškozování nepronajatých pozemků, zahlcení přístupových cest, ale též důvody hygienické - nezajištěný přísun pitné vody, nedostatek či vůbec nepřítomnost toalet, dále též poškození životního prostředí.
Zejména od ročníku 2000 byla často zmiňována problematika drog. Média zmiňovala jednotlivé případy, kdy byly u určitých osob nelegální drogy objeveny. Mezi účastníky bylo pochopitelně užívání určitých látek běžné, z většiny se jednalo o alkohol a marihuanu, tedy legální nebo tzv. měkké drogy. Rozšířené též bylo užívání LSD nebo extáze. Část účastníků patrně požívala pervitin, byl zaznamenán ojedinělý případ, který nasvědčoval, že jeden účastník měl u sebe heroin. Nakolik se však CzechTek co se týče užívání nelegálních drog odlišoval od jiných, zcela legálních festivalů nebo hudebních koncertů ve stejné době, to těžko posoudit. Žádná jiná akce se totiž nenacházela pod takovým drobnohledem policie a médií, navíc poslední ročníky CzechTeku většinu soudobých kulturních akcí v návštěvnosti dalece překonávaly.